# D-アラビノキナーゼ
D-アラビノキナーゼ(D-arabinokinase、EC 2.7.1.54)は、以下の化学反応を触媒する酵素である。
ATP + D-アラビノース {\displaystyle \rightleftharpoons } ADP + D-アラビノース-5-リン酸
従って、この酵素の基質はATPとD-アラビノースの2つ、生成物はADPとD-アラビノース-5-リン酸の2つである。
この酵素は転移酵素、特にアルコールを受容体とするホスホトランスフェラーゼに分類される。この酵素の系統名は、ATP:D-アラビノース 5-ホスホトランスフェラーゼ(ATP:D-arabinose 5-phosphotransferase)である。